# Championnat d'Amérique du Sud de rugby à XV 2004
Navigation
Championnat 2003 Championnat 2005
Le Championnat d'Amérique du Sud de rugby à XV 2004 est une compétition de rugby à XV organisée par la Confederación sudamericana de rugby. La 26e édition se déroule du 25 avril au 1er mai 2004 et est remportée par l'équipe d'Argentine.

## Équipes participantes
| Division A - Argentine - Chili - Uruguay - Venezuela | Division B - Brésil - Colombie - Paraguay - Pérou |

## Division A

### Format
L'Argentine, le Chili, l'Uruguay et le Venezuela disputent des matchs sous la forme d'un tournoi. Le premier est déclaré vainqueur.

### Classement
| Rang | Nation        | J | V | N | D | Pm  | Pe  | Diff | Pts |
| ---- | ------------- | - | - | - | - | --- | --- | ---- | --- |
| 1    | Argentine (T) | 3 | 3 | 0 | 0 | 261 | 20  | +241 | 9   |
| 2    | Uruguay       | 3 | 2 | 0 | 1 | 122 | 90  | +32  | 7   |
| 3    | Chili         | 3 | 1 | 0 | 2 | 111 | 68  | +43  | 5   |
| 4    | Venezuela     | 3 | 0 | 0 | 3 | 18  | 334 | -316 | 3   |

|  | Vainqueur (no 1).        |
|  | T : Tenant du titre 2003 |

### Résultats
| 25 avril 2004 | Chili | 3 – 45 | Argentine | Santiago |
| 25 avril 2004 |       |        |           | Santiago |
| 25 avril 2004 |       |        |           | Santiago |

| 25 avril 2004 | Uruguay | 92 – 8 | Venezuela | Santiago |
| 25 avril 2004 |         |        |           | Santiago |
| 25 avril 2004 |         |        |           | Santiago |

| 28 avril 2004 | Argentine | 69 – 10 | Uruguay | Santiago |
| 28 avril 2004 |           |         |         | Santiago |
| 28 avril 2004 |           |         |         | Santiago |

| 28 avril 2004 | Chili | 95 – 3 | Venezuela | Santiago |
| 28 avril 2004 |       |        |           | Santiago |
| 28 avril 2004 |       |        |           | Santiago |

| 1er mai 2004 | Argentine | 147 – 7 | Venezuela | Santiago |
| 1er mai 2004 |           |         |           | Santiago |
| 1er mai 2004 |           |         |           | Santiago |

| 1er mai 2004 | Chili | 13 – 20 | Uruguay | Santiago |
| 1er mai 2004 |       |         |         | Santiago |
| 1er mai 2004 |       |         |         | Santiago |

## Division B

### Format
Le Brésil, la Colombie, le Pérou et le Paraguay disputent le tournoi à São Paulo du 10 octobre au 16 octobre 2004. Le premier est déclaré vainqueur.

### Classement
| Rang | Nation   | J | V | N | D | Pm  | Pe  | Diff | Pts |
| ---- | -------- | - | - | - | - | --- | --- | ---- | --- |
| 1    | Paraguay | 3 | 3 | 0 | 0 | 175 | 24  | +151 | 9   |
| 2    | Brésil   | 3 | 2 | 0 | 1 | 164 | 25  | +139 | 7   |
| 3    | Pérou    | 3 | 1 | 0 | 2 | 18  | 157 | -139 | 5   |
| 4    | Colombie | 3 | 0 | 0 | 3 | 17  | 168 | -151 | 3   |

|  | Vainqueur (no 1). |

### Résultats
Résultats !
| 10 octobre 2004 | Brésil | 73 – 3 | Pérou | São Paulo |
| 10 octobre 2004 |        |        |       | São Paulo |
| 10 octobre 2004 |        |        |       | São Paulo |

| 10 octobre 2004 | Paraguay | 79 – 7 | Colombie | São Paulo |
| 10 octobre 2004 |          |        |          | São Paulo |
| 10 octobre 2004 |          |        |          | São Paulo |

| 13 octobre 2004 | Brésil | 74 – 0 | Venezuela | São Paulo |
| 13 octobre 2004 |        |        |           | São Paulo |
| 13 octobre 2004 |        |        |           | São Paulo |

| 13 octobre 2004 | Paraguay | 74 – 0 | Pérou | São Paulo |
| 13 octobre 2004 |          |        |       | São Paulo |
| 13 octobre 2004 |          |        |       | São Paulo |

| 16 octobre 2004 | Brésil | 17 – 22 | Paraguay | São Paulo |
| 16 octobre 2004 |        |         |          | São Paulo |
| 16 octobre 2004 |        |         |          | São Paulo |

| 16 octobre 2004 | Pérou | 15 – 10 | Colombie | São Paulo |
| 16 octobre 2004 |       |         |          | São Paulo |
| 16 octobre 2004 |       |         |          | São Paulo |